# Franziska Peters
Franziska von Freeden, geb. Peters (* 24. Juli 1979) ist eine deutsche Juristin. Sie ist seit dem 1. Januar 2023 Richterin am Bundesfinanzhof.

## Leben und Wirken
Peters studierte Rechtswissenschaften an den Universitäten Bayreuth und Osnabrück und promovierte an der Rheinischen Friedrich-Wilhelms-Universität Bonn über ein ertragssteuerrechtliches Thema. Peters war nach Abschluss ihrer juristischen Ausbildung als Rechtsanwältin und Steuerberaterin in einer überregional tätigen steuerrechtlichen Kanzlei in Bonn tätig. 2012 wechselte sie an das Finanzgericht Münster.
Mit der Ernennung zur Richterin am Bundesfinanzhof am 1. Januar 2023 wies das Präsidium Peters dem vornehmlich für Einkünfte aus selbständiger Tätigkeit und aus Kapitalvermögen zuständigen VIII. Senat zu.

## Wissenschaftliche Tätigkeit
Seit dem Wintersemester 2016/2017 ist Franziska Peters Lehrbeauftragte an der Universität Siegen. Sie geht einer regen Vortragstätigkeit nach und ist Herausgeberin bzw. Mitverfasserin verschiedener steuerrechtlicher Werke:
- Frank Hannes (Hrsg.), Formularbuch Vermögens- und Unternehmensnachfolge, 2. Auflage, Verlag C.H. Beck, München, 2017, ISBN 978-3-406-68465-4.
- Hruschka/Peters/Freeden, Steuerliche Betriebsprüfung, Verlag Dr. Otto Schmidt, Köln, 2022, ISBN 978-3-504-20081-7.
- Pfirrmann/Rosenke/Wagner, Beck’scher Onlinekommentar zur Abgabenordnung, Verlag C.H.Beck, München, 2023,